# Campionati del mondo di atletica leggera 1987
I Campionati del mondo di atletica leggera 1987 (in inglese 2nd IAAF World Championships in Athletics) sono stati la 2ª edizione dei Campionati del mondo di atletica leggera. La competizione si è svolta dal 28 agosto al 6 settembre presso lo Stadio Olimpico di Roma, in Italia.

## Calendario
| Data                   | 29 | 29 | 30 | 30   | 31 | 31 | 1 | 1  | 2 | 2 | 3  | 3 | 4 | 4  | 5 | 5  | 6 | 6 |
| Evento                 |    |    |    |      |    |    |   |    |   |   |    |   |   |    |   |    |   |   |
| ---------------------- | -- | -- | -- | ---- | -- | -- | - | -- | - | - | -- | - | - | -- | - | -- | - | - |
| 100 m                  | P  | B  |    | SF F |    |    |   |    |   |   |    |   |   |    |   |    |   |   |
| 200 m                  |    |    |    |      |    |    | P | B  |   |   | SF | F |   |    |   |    |   |   |
| 400 m                  |    |    | P  |      | B  |    |   | SF |   |   |    | F |   |    |   |    |   |   |
| 800 m                  | P  |    | B  |      |    | SF |   | F  |   |   |    |   |   |    |   |    |   |   |
| 1 500 m                |    |    |    |      |    |    |   |    |   |   | B  |   |   | SF |   |    |   | F |
| 5 000 m                |    |    |    |      |    |    |   |    |   |   |    |   |   | SF |   |    |   | F |
| 10 000 m               |    | F  |    |      |    |    |   |    |   |   |    |   |   |    |   |    |   |   |
| Maratona               |    |    |    |      |    |    |   |    |   |   |    |   |   |    |   |    | F |   |
| 110 m hs               |    |    |    |      |    |    | B | SF |   |   |    | F |   |    |   |    |   |   |
| 400 m hs               |    |    | B  |      |    | SF |   | F  |   |   |    |   |   |    |   |    |   |   |
| 3 000 m siepi          |    |    |    |      |    |    |   |    |   |   | SF |   |   |    |   | F  |   |   |
| Salto in alto          |    |    |    |      |    |    |   |    |   |   |    |   |   |    | Q |    |   | F |
| Salto con l'asta       |    |    |    |      |    |    |   |    |   |   | Q  |   |   |    |   | F  |   |   |
| Salto in lungo         |    |    |    |      |    |    |   |    |   |   |    |   | Q |    |   | F  |   |   |
| Salto triplo           |    |    | Q  |      |    | F  |   |    |   |   |    |   |   |    |   |    |   |   |
| Getto del peso         | Q  | F  |    |      |    |    |   |    |   |   |    |   |   |    |   |    |   |   |
| Lancio del disco       |    |    |    |      |    |    |   |    |   |   | Q  |   |   | F  |   |    |   |   |
| Lancio del martello    |    |    |    |      | Q  |    |   | F  |   |   |    |   |   |    |   |    |   |   |
| Lancio del giavellotto | Q  |    |    | F    |    |    |   |    |   |   |    |   |   |    |   |    |   |   |
| Decathlon              |    |    |    |      |    |    |   |    |   |   | F  | F | F | F  |   |    |   |   |
| Marcia 20 km           |    |    | F  |      |    |    |   |    |   |   |    |   |   |    |   |    |   |   |
| Marcia 50 km           |    |    |    |      |    |    |   |    |   |   |    |   |   |    |   | F  |   |   |
| 4×100 m                |    |    |    |      |    |    |   |    |   |   |    |   |   |    | B | SF |   | F |
| 4×400 m                |    |    |    |      |    |    |   |    |   |   |    |   |   |    | B | SF |   | F |

| P | Batterie preliminari | B | Batterie | Q | Qualificazioni | SF | Semifinali | F | Finale |

| Data                   | 29 | 29 | 30 | 30 | 31 | 31 | 1  | 1 | 2 | 2 | 3  | 3 | 4  | 4 | 5 | 5 | 6 | 6 |
| Evento                 |    |    |    |    |    |    |    |   |   |   |    |   |    |   |   |   |   |   |
| ---------------------- | -- | -- | -- | -- | -- | -- | -- | - | - | - | -- | - | -- | - | - | - | - | - |
| 100 m                  | P  | B  | SF | F  |    |    |    |   |   |   |    |   |    |   |   |   |   |   |
| 200 m                  |    |    |    |    |    |    |    | B |   |   | SF | F |    |   |   |   |   |   |
| 400 m                  | B  |    |    | SF |    | F  |    |   |   |   |    |   |    |   |   |   |   |   |
| 800 m                  |    | B  |    | SF |    | F  |    |   |   |   |    |   |    |   |   |   |   |   |
| 1 500 m                |    |    |    |    |    |    |    |   |   |   |    | B |    |   |   | F |   |   |
| 3 000 m                | B  |    |    |    |    |    |    | F |   |   |    |   |    |   |   |   |   |   |
| 10 000 m               |    |    |    |    |    | B  |    |   |   |   |    |   |    | F |   |   |   |   |
| Maratona               | F  |    |    |    |    |    |    |   |   |   |    |   |    |   |   |   |   |   |
| 100 m hs               |    |    |    |    |    |    |    |   |   |   | B  |   | SF | F |   |   |   |   |
| 400 m hs               |    |    |    |    |    | B  | SF |   |   |   |    | F |    |   |   |   |   |   |
| Salto in alto          |    | Q  |    | F  |    |    |    |   |   |   |    |   |    |   |   |   |   |   |
| Salto in lungo         |    |    |    |    |    |    |    |   |   |   |    | Q |    | F |   |   |   |   |
| Getto del peso         |    |    |    |    |    |    |    |   |   |   |    |   |    | Q |   | F |   |   |
| Lancio del disco       |    |    | Q  |    |    | F  |    |   |   |   |    |   |    |   |   |   |   |   |
| Lancio del giavellotto |    |    |    |    |    |    |    |   |   |   |    |   |    |   |   | Q |   | F |
| Eptathlon              |    |    |    |    | F  | F  | F  | F |   |   |    |   |    |   |   |   |   |   |
| Marcia 10 km           |    |    |    |    |    |    |    | F |   |   |    |   |    |   |   |   |   |   |
| 4×100 m                |    |    |    |    |    |    |    |   |   |   |    |   |    |   | B |   |   | F |
| 4×400 m                |    |    |    |    |    |    |    |   |   |   |    |   |    |   | B |   |   | F |

## Medagliati

### Uomini
| Specialità | Oro                                                                 | Prestazione | Argento                                                                              | Prestazione | Bronzo                                                               | Prestazione   |
| Corse piane |                                                                     |             |                                                                                      |             |                                                                      |               |
| 100 m (dettagli) | Carl Lewis                                                          | 9"93        | Ray Stewart                                                                          | 10"08       | Linford Christie                                                     | 10"14         |
| 200 m (dettagli) | Calvin Smith                                                        | 20"16       | Gilles Quénéhervé                                                                    | 20"16       | John Regis                                                           | 20"18         |
| 400 m (dettagli) | Thomas Schönlebe                                                    | 44"33       | Innocent Egbunike                                                                    | 44"56       | Butch Reynolds                                                       | 44"80         |
| 800 m (dettagli) | Billy Konchellah                                                    | 1'43"06     | Peter Elliott                                                                        | 1'43"41     | José Luíz Barbosa                                                    | 1'43"76       |
| 1 500 m (dettagli) | Abdi Bile                                                           | 3'36"80     | José Luis González                                                                   | 3'38"03     | Jim Spivey                                                           | 3'38"82       |
| 5 000 m (dettagli) | Saïd Aouita                                                         | 13'26"44    | Domingos Castro                                                                      | 13'27"59    | Jack Buckner                                                         | 13'27"74      |
| 10 000 m (dettagli) | Paul Kipkoech                                                       | 27'38"63    | Francesco Panetta                                                                    | 27'48"98    | Hansjörg Kunze                                                       | 27'50"26      |
| Corse a ostacoli |                                                                     |             |                                                                                      |             |                                                                      |               |
| 110 hs (dettagli) | Greg Foster                                                         | 13"21       | Jon Ridgeon                                                                          | 13"29       | Colin Jackson                                                        | 13"38         |
| 400 hs (dettagli) | Edwin Moses                                                         | 47"46       | Danny Harris                                                                         | 47"48       | Harald Schmid                                                        | 47"48         |
| 3 000 siepi (dettagli) | Francesco Panetta                                                   | 8'08"57     | Hagen Melzer                                                                         | 8'10"32     | William Van Dijck                                                    | 8'12"18       |
| Prove su strada |                                                                     |             |                                                                                      |             |                                                                      |               |
| Maratona (dettagli) | Douglas Wakiihuri                                                   | 2h11'48"    | Ahmed Salah                                                                          | 2h12'30"    | Gelindo Bordin                                                       | 2h12'40"      |
| Marcia 20 km (dettagli) | Maurizio Damilano                                                   | 1h20'45"    | Jozef Pribilinec                                                                     | 1h21'07"    | José Marín                                                           | 1h21'24"      |
| Marcia 50 km (dettagli) | Hartwig Gauder                                                      | 3h40'53"    | Ronald Weigel                                                                        | 3h41'30"    | Vjačeslav Ivanenko                                                   | 3h44'02"      |
| Salti |                                                                     |             |                                                                                      |             |                                                                      |               |
| Salto con l'asta (dettagli) | Sergej Bubka                                                        | 5,85 m      | Thierry Vigneron                                                                     | 5,80 m      | Rodion Gataullin                                                     | 5,80 m        |
| Salto in alto (dettagli) | Patrik Sjöberg                                                      | 2,38 m      | Gennadij Avdeenko Igor' Paklin                                                       | 2,38 m      | Non assegnato                                                        | Non assegnato |
| Salto in lungo (dettagli) | Carl Lewis                                                          | 8,67 m      | Robert Ėmmijan                                                                       | 8,53 m      | Larry Myricks                                                        | 8,33 m        |
| Salto triplo (dettagli) | Hristo Markov                                                       | 17,92 m     | Mike Conley                                                                          | 17,67 m     | Oleg Sakirkin                                                        | 17,43 m       |
| Lanci |                                                                     |             |                                                                                      |             |                                                                      |               |
| Getto del peso (dettagli) | Werner Günthör                                                      | 22,23 m     | Alessandro Andrei                                                                    | 21,88 m     | John Brenner                                                         | 21,75 m       |
| Lancio del disco (dettagli) | Jürgen Schult                                                       | 68,74 m     | John Powell                                                                          | 66,22 m     | Luis Delís                                                           | 66,02 m       |
| Lancio del martello (dettagli) | Sergej Litvinov                                                     | 83,06 m     | Jüri Tamm                                                                            | 80,84 m     | Ralf Haber                                                           | 80,76 m       |
| Lancio del giavellotto (dettagli) | Seppo Räty                                                          | 83,54 m     | Viktor Evsjukov                                                                      | 82,52 m     | Jan Železný                                                          | 82,20 m       |
| Prove multiple |                                                                     |             |                                                                                      |             |                                                                      |               |
| Decathlon (dettagli) | Torsten Voss                                                        | 8 680 p.    | Siegfried Wentz                                                                      | 8 461 p.    | Pavel Tarnaveckij                                                    | 8 375 p.      |
| Staffette |                                                                     |             |                                                                                      |             |                                                                      |               |
| Staffetta 4×100 m (dettagli) | Stati Uniti Lee McRae Lee McNeill Harvey Glance Carl Lewis          | 37"90       | Unione Sovietica Aleksandr Evgen'ev Viktor Bryzgin Vladimir Murav'ëv Vladimir Krylov | 38"02       | Giamaica John Mair Andrew Smith Clive Wright Ray Stewart             | 38"41         |
| Staffetta 4×400 m (dettagli) | Stati Uniti Danny Everett Roddie Haley Antonio McKay Butch Reynolds | 2'57"29     | Regno Unito Derek Redmond Kriss Akabusi Roger Black Phil Brown                       | 2'58"86     | Cuba Leandro Peñalver Agustín Pavó Lázaro Martínez Roberto Hernández | 2'59"16       |
| record mondiale; record mondiale stagionale; record africano; record asiatico; record europeo; record nord-centroamericano e caraibico; record sudamericano; record oceaniano; record dei campionati; record nazionale; record personale; record personale stagionale. |                                                                     |             |                                                                                      |             |                                                                      |               |

### Donne
| Specialità | Oro                                                                          | Prestazione | Argento                                                                        | Prestazione | Bronzo                                                                              | Prestazione |
| Corse piane |                                                                              |             |                                                                                |             |                                                                                     |             |
| 100 m (dettagli) | Silke Gladisch                                                               | 10"90       | Heike Drechsler                                                                | 11"00       | Merlene Ottey                                                                       | 11"04       |
| 200 m (dettagli) | Silke Gladisch                                                               | 21"74       | Florence Griffith-Joyner                                                       | 21"96       | Merlene Ottey                                                                       | 22"06       |
| 400 m (dettagli) | Ol'ga Bryzgina                                                               | 49"38       | Petra Schersing                                                                | 49"94       | Kirsten Emmelmann                                                                   | 50"20       |
| 800 m (dettagli) | Sigrun Wodars                                                                | 1'55"26     | Christine Wachtel                                                              | 1'55"32     | Ljubov' Gurina                                                                      | 1'55"56     |
| 1 500 m (dettagli) | Tat'jana Dorovskich                                                          | 3'58"56     | Hildegard Körner                                                               | 3'58"67     | Doina Melinte                                                                       | 3'59"27     |
| 3 000 m (dettagli) | Tat'jana Dorovskich                                                          | 8'38"73     | Maricica Puică                                                                 | 8'39"45     | Ulrike Bruns                                                                        | 8'40"30     |
| 10 000 m (dettagli) | Ingrid Kristiansen                                                           | 31'05"85    | Olena Župieva                                                                  | 31'09"40    | Kathrin Ullrich                                                                     | 31'11"34    |
| Corse a ostacoli |                                                                              |             |                                                                                |             |                                                                                     |             |
| 100 hs (dettagli) | Ginka Zagorčeva                                                              | 12"34       | Gloria Siebert                                                                 | 12"44       | Cornelia Oschkenat                                                                  | 12"46       |
| 400 hs (dettagli) | Sabine Busch                                                                 | 53"62       | Debbie Flintoff-King                                                           | 54"19       | Cornelia Feuerbach                                                                  | 54"31       |
| Prove su strada |                                                                              |             |                                                                                |             |                                                                                     |             |
| Maratona (dettagli) | Rosa Mota                                                                    | 2h25'17"    | Zoja Ivanova                                                                   | 2h32'38"    | Jocelyne Villeton                                                                   | 2h32'53"    |
| Marcia 10 km (dettagli) | Irina Strachova                                                              | 44'12"      | Kerry Saxby                                                                    | 44'23"      | Yan Hong                                                                            | 44'42"      |
| Salti |                                                                              |             |                                                                                |             |                                                                                     |             |
| Salto in alto (dettagli) | Stefka Kostadinova                                                           | 2,09 m      | Tamara Bykova                                                                  | 2,04 m      | Susanne Beyer                                                                       | 1,99 m      |
| Salto in lungo (dettagli) | Jackie Joyner-Kersee                                                         | 7,36 m      | Elena Belevskaja                                                               | 7,14 m      | Heike Drechsler                                                                     | 7,13 m      |
| Lanci |                                                                              |             |                                                                                |             |                                                                                     |             |
| Getto del peso (dettagli) | Natal'ja Lisovskaja                                                          | 21,24 m     | Kathrin Neimke                                                                 | 21,21 m     | Ines Müller                                                                         | 20,76 m     |
| Lancio del disco (dettagli) | Martina Hellmann                                                             | 71,62 m     | Diana Gansky                                                                   | 70,12 m     | Cvetanka Hristova                                                                   | 68,82 m     |
| Lancio del giavellotto (dettagli) | Fatima Whitbread                                                             | 76,64 m     | Petra Felke                                                                    | 71,76 m     | Beate Peters                                                                        | 68,82 m     |
| Prove multiple |                                                                              |             |                                                                                |             |                                                                                     |             |
| Eptathlon (dettagli) | Jackie Joyner-Kersee                                                         | 7 128 p.    | Larisa Nikitina                                                                | 6 564 p.    | Jane Frederick                                                                      | 6 502 p.    |
| Staffette |                                                                              |             |                                                                                |             |                                                                                     |             |
| Staffetta 4×100 m (dettagli) | Stati Uniti Alice Brown Diane Williams Florence Griffith-Joyner Pam Marshall | 41"58       | Germania Est Silke Gladisch Cornelia Oschkenat Kerstin Behrendt Marlies Göhr   | 41"95       | Unione Sovietica Irina Sljusar Natal'ja Pomoščnikova Natal'ja German Ol'ga Antonova | 42"33       |
| Staffetta 4×400 m (dettagli) | Germania Est Dagmar Neubauer Kirsten Emmelmann Petra Schersing Sabine Busch  | 3'18"63     | Unione Sovietica Aėlita Jurčenko Ol'ga Nazarova Marija Pinigina Ol'ha Bryzhina | 3'19"50     | Stati Uniti Diane Dixon Denean Howard Valerie Brisco-Hooks Lillie Leatherwood       | 3'21"04     |
| record mondiale; record mondiale stagionale; record africano; record asiatico; record europeo; record nord-centroamericano e caraibico; record sudamericano; record oceaniano; record dei campionati; record nazionale; record personale; record personale stagionale. |                                                                              |             |                                                                                |             |                                                                                     |             |

## Medagliere
| Posizione | Paese            | Oro | Argento | Bronzo | Totale |
| --------- | ---------------- | --- | ------- | ------ | ------ |
| 1         | Germania Est     | 10  | 11      | 10     | 31     |
| 2         | Stati Uniti      | 10  | 4       | 6      | 20     |
| 3         | Unione Sovietica | 7   | 12      | 6      | 25     |
| 4         | Bulgaria         | 3   | 0       | 1      | 4      |
| 5         | Kenya            | 3   | 0       | 0      | 3      |
| 6         | Italia           | 2   | 2       | 1      | 5      |
| 7         | Regno Unito      | 1   | 3       | 4      | 8      |
| 8         | Portogallo       | 1   | 1       | 0      | 2      |
| 9         | Finlandia        | 1   | 0       | 0      | 1      |
| 9         | Marocco          | 1   | 0       | 0      | 1      |
| 9         | Norvegia         | 1   | 0       | 0      | 1      |
| 9         | Somalia          | 1   | 0       | 0      | 1      |
| 9         | Svezia           | 1   | 0       | 0      | 1      |
| 9         | Svizzera         | 1   | 0       | 0      | 1      |
| 15        | Francia          | 0   | 2       | 1      | 3      |
| 16        | Australia        | 0   | 2       | 0      | 2      |
| 17        | Giamaica         | 0   | 1       | 3      | 4      |
| 18        | Germania Ovest   | 0   | 1       | 2      | 3      |
| 19        | Cecoslovacchia   | 0   | 1       | 1      | 2      |
| 19        | Romania          | 0   | 1       | 1      | 2      |
| 19        | Spagna           | 0   | 1       | 1      | 2      |
| 22        | Gibuti           | 0   | 1       | 0      | 1      |
| 22        | Nigeria          | 0   | 1       | 0      | 1      |
| 24        | Cuba             | 0   | 0       | 2      | 2      |
| 25        | Belgio           | 0   | 0       | 1      | 1      |
| 25        | Brasile          | 0   | 0       | 1      | 1      |
| 25        | Cina             | 0   | 0       | 1      | 1      |
| Totale    | Totale           | 43  | 44      | 42     | 129    |

## Irregolarità nelle misurazioni
Nel concorso di salto in lungo l'atleta italiano Giovanni Evangelisti aveva concluso la competizione al terzo posto, salendo così sul podio, ma poi si scoprì che la misurazione del salto che gli garantiva la medaglia di bronzo era stata truccata da alcuni giudici. Non tutta la giuria era corrotta ma non fu possibile evitare questa situazione in campo; tuttavia successivamente, grazie a testimonianze, una commissione ha modificato il risultato e declassato di un posto l'atleta, ignaro di quanto accaduto.
Ad altri salti venne attribuita una misura senza effettuare la misurazione elettronica regolare ma per questi episodi la commissione non rettificò la classifica. Anche per altri concorsi vi è il dubbio di trucchi per modificare il risultato.

## Paesi partecipanti[3]
- Afghanistan
- Albania
- Algeria
- Angola
- Anguilla
- Antigua e Barbuda
- Antille Olandesi
- Arabia Saudita
- Argentina
- Aruba
- Australia
- Austria
- Bahamas
- Bahrein
- Bangladesh
- Barbados
- Belgio
- Belize
- Benin
- Bermuda
- Bhutan
- Birmania
- Bolivia
- Botswana
- Brasile
- Brunei
- Bulgaria
- Burkina Faso
- Burundi
- Cambogia
- Camerun
- Canada
- Ciad
- Cile
- Cina
- Cipro
- Cecoslovacchia
- Colombia
- Comore
- Corea del Nord
- Corea del Sud
- Costa Rica
- Cuba
- Danimarca
- Dominica
- Ecuador
- Egitto
- El Salvador
- Emirati Arabi Uniti
- Etiopia
- Figi
- Filippine
- Finlandia
- Francia
- Gabon
- Gambia
- Germania Est
- Germania Ovest

- Ghana
- Giamaica
- Giappone
- Gibilterra
- Gibuti
- Giordania
- Regno Unito
- Grecia
- Grenada
- Guam
- Guatemala
- Guinea
- Guinea Equatoriale
- Guyana
- Haiti
- Honduras
- Hong Kong
- India
- Indonesia
- Iran
- Iraq
- Irlanda
- Islanda
- Isole Cayman
- Isole Cook
- Isole Salomone
- Isole Vergini Americane
- Isole Vergini Britanniche
- Israele
- Italia
- Jugoslavia
- Kenya
- Kuwait
- Laos
- Lesotho
- Lettonia
- Libano
- Liberia
- Libia
- Liechtenstein
- Lituania
- Lussemburgo
- Macedonia
- Madagascar
- Malawi
- Maldive
- Malaysia
- Malta
- Marocco
- Mauritania
- Mauritius
- Messico
- Monaco
- Mongolia
- Montserrat
- Mozambico
- Nauru
- Nepal
- Nicaragua
- Niger

- Nigeria
- Norvegia
- Nuova Zelanda
- Oman
- Paesi Bassi
- Pakistan
- Palestina
- Panama
- Papua Nuova Guinea
- Paraguay
- Perù
- Polonia
- Portogallo
- Porto Rico
- Qatar
- Rep. Centrafricana
- Rep. del Congo
- Rep. Dominicana
- Romania
- Ruanda
- Saint Kitts e Nevis
- Saint Vincent e Grenadine
- Samoa
- Samoa Americane
- San Marino
- Saint Lucia
- São Tomé e Príncipe
- Senegal
- Seychelles
- Sierra Leone
- Singapore
- Siria
- Somalia
- Spagna
- Sri Lanka
- Stati Uniti
- Sudan
- Suriname
- Svezia
- Svizzera
- eSwatini
- Tanzania
- Thailandia
- Togo
- Tonga
- Trinidad e Tobago
- Tunisia
- Turchia
- Turks e Caicos
- Uganda
- Ungheria
- Unione Sovietica
- Uruguay
- Vanuatu
- Venezuela
- Vietnam
- Yemen
- Zaire
- Zambia
- Zimbabwe